# Richard Thaler
Richard H. Thaler (East Orange, 12 settembre 1945) è un economista statunitense, noto per i suoi studi e il suo contributo all'economia comportamentale e vincitore del premio Nobel per l'economia nel 2017.

## Biografia
Richard Thaler è nato nel 1945 a East Orange (New Jersey, USA), figlio di Alan Maurice Thaler (1917–2004), un attuario della Prudential Financial di Newark, e di Roslyn Melnikoff (1921–2008), insegnante e poi agente immobiliare.
Nel 1974 ha conseguito il dottorato presso l'Università di Rochester, ove ha poi iniziato la sua carriera accademica come professore. 

### Carriera universitaria
Tra il 1977 e il 1978 ha trascorso un anno come ricercatore presso l'Università di Stanford, collaborando con Daniel Kahneman e Amos Tversky, che gli fornirono la struttura teorica per affrontare molte anomalie economiche che lui stesso aveva identificato, quali ad esempio l'endowment effect (effetto sovvenzione).
Dal 1978 al 1995 fu membro di facoltà presso il SC Johnson College of Business della Cornell University.
Dopo aver attirato l'attenzione con la pubblicazione di una regolare rubrica sull'autorevole Journal of Economic Perspectives (tra il 1987 e il 1990) e la pubblicazione di questi articoli da parte della Princeton University Press nel 1992, nel 1995 gli venne offerto un posto d'insegnante presso la Booth School of Business, dell'Università di Chicago, ove insegnò poi fino alla fine della carriera.

### Imprenditore e consulente
Thaler fondò nel 1993, insieme ad altri soci, un'azienda di risparmio gestito, la Fuller & Thaler Asset Management, convinto che i risparmiatori investano in base a condizionamenti cognitivi quali l'"effetto sovvenzione" (endowment effect), l'avversione alle perdite (loss aversion ) e il "condizionamento dello status quo (status quo bias)". Dal 1999 è stato il Direttore di questa azienda. Russell Fuller, responsabile dell'operatività quotidiana dell'azienda, ha affermato che Thaler ha cambiato la professione dell'economista nel senso che:
(Russell Fuller)
Dal 1991 Thaler è anche co-direttore del Behavioral Economics Project presso il National Bureau of Economic Research.
Egli è stato inoltre coinvolto nell'istituzione del Behavioural Insights Team, originariamente parte dell'Ufficio del Gabinetto del Governo britannico e oggi diventato una società di capitali.
Nel 2015 è stato presidente dell'American Economic Association.
Nello stesso anno egli è comparso in un cameo del film La grande scommessa (The Big Short) di Adam McKay, avente per tema la crisi finanziaria del 2007-2008, ove aiuta la pop star Selena Gomez a spiegare che le aspettative positive della gente tendono a fossilizzarsi sul presente, cioè la gente tende a credere che i momenti di buon andamento presente continuino anche in futuro.

## Economia comportamentale e teoria dei nudge
Thaler è considerato il fondatore dell'"economia comportamentale" secondo cui le scelte degli esseri umani in campo economico sono fondamentalmente irrazionali. Rivolgendosi a Robert Barro, autorevolissimo professore di economia:
(Richard Thaler (Financial Times))
Thaler è altrettanto famoso per essere il coautore insieme a Cass Sunstein del volume Nudge - La spinta gentile, in cui viene spiegata la teoria dei nudge: secondo Thaler e Sunstein, i comportamenti positivi e virtuosi possono essere incoraggiati non tanto dalla paura di evitare multe e sanzioni, quanto da condizionamenti positivi per cui comportarsi bene diventa "più facile". 
Apparentemente,Thaler ha incontrato molte resistenze a livello accademico contro questa sua teoria, tanto che secondo alcuni la storia del suo premio Nobel è una esemplificazione del detto di Max Planck "La scienza fa progressi un funerale per volta"

## Pubblicazioni
- Thaler, Richard H. 1992. The Winner's Curse: Paradoxes and Anomalies of Economic Life. Princeton: Princeton University Press. ISBN 0-691-01934-7.
- Thaler, Richard H. 1993. Advances in Behavioral Finance. New York: Russell Sage Foundation. ISBN 0-87154-844-5.
- Thaler, Richard H. 1994. Quasi Rational Economics. New York: Russell Sage Foundation. ISBN 0-87154-847-X.
- Thaler, Richard H. 2005. Advances in Behavioral Finance, Volume II (Roundtable Series in Behavioral Economics). Princeton: Princeton University Press. ISBN 0-691-12175-3.
- Thaler, Richard H., and Cass Sunstein. 2009 (updated edition). Nudge: Improving Decisions About Health, Wealth, and Happiness. New York: Penguin. ISBN 0-14-311526-X.
- Thaler, Richard H. 2015. Misbehaving: The Making of Behavioral Economics. New York: W. W. Norton & Company. ISBN 978-0-393-08094-0. (Ed. italiana: Misbehaving, Torino, Giulio Einaudi Editore, 2018 ISBN 978-88-06-22853-8)